# Seznam týmů a jezdců na Tour de France 2016
Na startovní listině Tour de France 2016  bylo celkem 198 cyklistů z 22 cyklistických stájí. 103. ročníku Tour de France se účastnili tři čeští cyklisté – Roman Kreuziger (celkově 10. místo), startující za ruskou stáj  Tinkoff–Saxo, Jan Bárta (celkově 88. místo), startující za německou stáj  Bora–Argon 18 a Petr Vakoč (celkově 118. místo), startující za belgickou stáj  Etixx–Quick-Step. 
| Číslo | Jezdec                |
| ----- | --------------------- |
| 1     | Chris Froome (GBR)    |
| 2     | Sergio Henao (COL)    |
| 3     | Vasil Kiryienka (BLR) |
| 4     | Mikel Landa (ESP)     |
| 5     | Mikel Nieve (ESP)     |
| 6     | Wout Poels (NED)      |
| 7     | Luke Rowe (GBR)       |
| 8     | Ian Stannard (GBR)    |
| 9     | Geraint Thomas (GBR)  |

| Číslo | Jezdec                   |
| ----- | ------------------------ |
| 11    | Nairo Quintana (COL)     |
| 12    | Alejandro Valverde (ESP) |
| 13    | Winner Anacona (COL)     |
| 14    | Imanol Erviti (ESP)      |
| 15    | Jesús Herrada (ESP)      |
| 16    | Gorka Izagirre (ESP)     |
| 17    | Jon Izagirre (ESP)       |
| 18    | Daniel Moreno (ESP)      |
| 19    | Nelson Oliveira (POR)    |

| Číslo | Jezdec                  |
| ----- | ----------------------- |
| 21    | Fabio Aru (ITA)         |
| 22    | Vincenzo Nibali (ITA)   |
| 23    | Jakob Fuglsang (DEN)    |
| 24    | Andrij Hrivko (UKR)     |
| 25    | Tanel Kangert (EST)     |
| 26    | Alexej Lucenko (KAZ)    |
| 27    | Diego Rosa (ITA)        |
| 28    | Luis León Sánchez (ESP) |
| 29    | Paolo Tiralongo (ITA)   |

| Číslo | Jezdec                   |
| ----- | ------------------------ |
| 31    | Alberto Contador (ESP)   |
| 32    | Peter Sagan (SVK)        |
| 33    | Maciej Bodnar (POL)      |
| 34    | Oscar Gatto (ITA)        |
| 35    | Robert Kišerlovski (CRO) |
| 36    | Roman Kreuziger (CZE)    |
| 37    | Rafał Majka (POL)        |
| 38    | Matteo Tosatto (ITA)     |
| 39    | Michael Valgren (DEN)    |

| Číslo | Jezdec                   |
| ----- | ------------------------ |
| 41    | Romain Bardet (FRA)      |
| 42    | Jan Bakelants (BEL)      |
| 43    | Mikaël Cherel (FRA)      |
| 44    | Samuel Dumoulin (FRA)    |
| 45    | Ben Gastauer (LUX)       |
| 46    | Cyril Gautier (FRA)      |
| 47    | Alexis Gougeard (FRA)    |
| 48    | Domenico Pozzovivo (ITA) |
| 49    | Alexis Vuillermoz (FRA)  |

| Číslo | Jezdec                  |
| ----- | ----------------------- |
| 51    | Wilco Kelderman (NED)   |
| 52    | George Bennett (NZL)    |
| 53    | Dylan Groenewegen (NED) |
| 54    | Bert-Jan Lindeman (NED) |
| 55    | Paul Martens (GER)      |
| 56    | Timo Roosen (NED)       |
| 57    | Sep Vanmarcke (BEL)     |
| 58    | Robert Wagner (GER)     |
| 59    | Maarten Wynants (BEL)   |

| Číslo | Jezdec                  |
| ----- | ----------------------- |
| 61    | Bauke Mollema (NED)     |
| 62    | Fabian Cancellara (SUI) |
| 63    | Markel Irizar (ESP)     |
| 64    | Grégory Rast (SUI)      |
| 65    | Fränk Schleck (LUX)     |
| 66    | Peter Stetina (USA)     |
| 67    | Jasper Stuyven (BEL)    |
| 68    | Edward Theuns (BEL)     |
| 69    | Haimar Zubeldia (ESP)   |

| Číslo | Jezdec                   |
| ----- | ------------------------ |
| 71    | Mathias Frank (SUI)      |
| 72    | Stef Clement (NED)       |
| 73    | Jérôme Coppel (FRA)      |
| 74    | Martin Elmiger (SUI)     |
| 75    | Sondre Holst Enger (NOR) |
| 76    | Reto Hollenstein (SUI)   |
| 77    | Leigh Howard (AUS)       |
| 78    | Oliver Naesen (BEL)      |
| 79    | Jarlinson Pantano (COL)  |

| Číslo | Jezdec                     |
| ----- | -------------------------- |
| 81    | Pierre Rolland (FRA)       |
| 82    | Matti Breschel (DEN)       |
| 83    | Lawson Craddock (USA)      |
| 84    | Alex Howes (USA)           |
| 85    | Kristijan Koren (SLO)      |
| 86    | Sebastian Langeveld (NED)  |
| 87    | Ramūnas Navardauskas (LTU) |
| 88    | Tom-Jelte Slagter (NED)    |
| 89    | Dylan van Baarle (NED)     |

| Číslo | Jezdec                   |
| ----- | ------------------------ |
| 91    | Richie Porte (AUS)       |
| 92    | Brent Bookwalter (USA)   |
| 93    | Marcus Burghardt (GER)   |
| 94    | Damiano Caruso (ITA)     |
| 95    | Rohan Dennis (AUS)       |
| 96    | Amaël Moinard (FRA)      |
| 97    | Michael Schär (SUI)      |
| 98    | Greg Van Avermaet (BEL)  |
| 99    | Tejay van Garderen (USA) |

| Číslo | Jezdec                            |
| ----- | --------------------------------- |
| 101   | Mark Cavendish (GBR)              |
| 102   | Natnael Berhane (ERI)             |
| 103   | Edvald Boasson Hagen (NOR)        |
| 104   | Steve Cummings (GBR)              |
| 105   | Bernhard Eisel (AUT)              |
| 106   | Reinardt Janse van Rensburg (RSA) |
| 107   | Serge Pauwels (BEL)               |
| 108   | Mark Renshaw (AUS)                |
| 109   | Daniel Teklehaimanot (ERI)        |

| Číslo | Jezdec                |
| ----- | --------------------- |
| 111   | Warren Barguil (FRA)  |
| 112   | Roy Curvers (NED)     |
| 113   | John Degenkolb (GER)  |
| 114   | Tom Dumoulin (NED)    |
| 115   | Simon Geschke (GER)   |
| 116   | Georg Preidler (AUT)  |
| 117   | Ramon Sinkeldam (NED) |
| 118   | Laurens ten Dam (NED) |
| 119   | Albert Timmer (NED)   |

| Číslo | Jezdec                      |
| ----- | --------------------------- |
| 121   | Thibaut Pinot (FRA)         |
| 122   | William Bonnet (FRA)        |
| 123   | Mathieu Ladagnous (FRA)     |
| 124   | Steve Morabito (SUI)        |
| 125   | Cédric Pineau (FRA)         |
| 126   | Sébastien Reichenbach (SUI) |
| 127   | Anthony Roux (FRA)          |
| 128   | Jérémy Roy (FRA)            |
| 129   | Arthur Vichot (FRA)         |

| Číslo | Jezdec                    |
| ----- | ------------------------- |
| 131   | Emanuel Buchmann (GER)    |
| 132   | Shane Archbold (NZL)      |
| 133   | Jan Bárta (CZE)           |
| 134   | Cesare Benedetti (ITA)    |
| 135   | Sam Bennett (IRL)         |
| 136   | Bartosz Huzarski (POL)    |
| 137   | Patrick Konrad (AUT)      |
| 138   | Andreas Schillinger (GER) |
| 139   | Paul Voss (GER)           |

| Číslo | Jezdec                      |
| ----- | --------------------------- |
| 141   | Joaquim Rodríguez (ESP)     |
| 142   | Jacopo Guarnieri (ITA)      |
| 143   | Marco Haller (AUT)          |
| 144   | Alexander Kristoff (NOR)    |
| 145   | Alberto Losada (ESP)        |
| 146   | Michael Mørkøv (DEN)        |
| 147   | Jurgen Van den Broeck (BEL) |
| 148   | Ángel Vicioso (ESP)         |
| 149   | Ilnur Zakarin (RUS)         |

| Číslo | Jezdec                  |
| ----- | ----------------------- |
| 151   | Rui Costa (POR)         |
| 152   | Yukiya Arashiro (JPN)   |
| 153   | Matteo Bono (ITA)       |
| 154   | Davide Cimolai (ITA)    |
| 155   | Kristijan Đurasek (CRO) |
| 156   | Tsgabu Grmay (ETH)      |
| 157   | Louis Meintjes (RSA)    |
| 158   | Luka Pibernik (SLO)     |
| 159   | Jan Polanc (SLO)        |

| Číslo | Jezdec                 |
| ----- | ---------------------- |
| 161   | André Greipel (GER)    |
| 162   | Lars Bak (DEN)         |
| 163   | Thomas De Gendt (BEL)  |
| 164   | Jens Debusschere (BEL) |
| 165   | Tony Gallopin (FRA)    |
| 166   | Adam Hansen (AUS)      |
| 167   | Greg Henderson (NZL)   |
| 168   | Jürgen Roelandts (BEL) |
| 169   | Marcel Sieberg (GER)   |

| Číslo | Jezdec                   |
| ----- | ------------------------ |
| 171   | Bryan Coquard (FRA)      |
| 172   | Sylvain Chavanel (FRA)   |
| 173   | Antoine Duchesne (CAN)   |
| 174   | Yohann Gène (FRA)        |
| 175   | Fabrice Jeandesboz (FRA) |
| 176   | Adrien Petit (FRA)       |
| 177   | Romain Sicard (FRA)      |
| 178   | Angelo Tulik (FRA)       |
| 179   | Thomas Voeckler (FRA)    |

| Číslo | Jezdec                    |
| ----- | ------------------------- |
| 181   | Marcel Kittel (GER)       |
| 182   | Julian Alaphilippe (FRA)  |
| 183   | Iljo Keisse (BEL)         |
| 184   | Dan Martin (IRL)          |
| 185   | Tony Martin (GER)         |
| 186   | Maximiliano Richeze (ARG) |
| 187   | Fabio Sabatini (ITA)      |
| 188   | Petr Vakoč (CZE)          |
| 189   | Julien Vermote (BEL)      |

| Číslo | Jezdec                   |
| ----- | ------------------------ |
| 191   | Daniel Navarro (ESP)     |
| 192   | Borut Božič (SLO)        |
| 193   | Jérôme Cousin (FRA)      |
| 194   | Nicolas Edet (FRA)       |
| 195   | Arnold Jeannesson (FRA)  |
| 196   | Christophe Laporte (FRA) |
| 197   | Cyril Lemoine (FRA)      |
| 198   | Luis Ángel Maté (ESP)    |
| 199   | Geoffrey Soupe (FRA)     |

| Číslo | Jezdec                        |
| ----- | ----------------------------- |
| 201   | Simon Gerrans (AUS)           |
| 202   | Michael Albasini (SUI)        |
| 203   | Luke Durbridge (AUS)          |
| 204   | Mathew Hayman (AUS)           |
| 205   | Daryl Impey (RSA)             |
| 206   | Christopher Juul-Jensen (DEN) |
| 207   | Michael Matthews (AUS)        |
| 208   | Rubén Plaza (ESP)             |
| 209   | Adam Yates (GBR)              |

| Číslo | Jezdec                     |
| ----- | -------------------------- |
| 211   | Eduardo Sepúlveda (ARG)    |
| 212   | Vegard Breen (NOR)         |
| 213   | Anthony Delaplace (FRA)    |
| 214   | Brice Feillu (FRA)         |
| 215   | Armindo Fonseca (FRA)      |
| 216   | Daniel McLay (GBR)         |
| 217   | Pierre-Luc Périchon (FRA)  |
| 218   | Chris Anker Sørensen (DEN) |
| 219   | Florian Vachon (FRA)       |